# 亚太商学院列表

## 
- 墨尔本商学院（墨尔本）
- 雪梨大學商學院（雪梨）
- 新南威爾斯大學商學院 （雪梨）
- 澳洲國立大學商業與經濟學院（坎培拉）
- 昆士蘭大學商學院（布里斯本）
- 昆士蘭科技大學商學院（布里斯本）
- 格里菲斯商學院（布里斯本）
- 伯斯商学院（伯斯）
- 蒙纳士商学院（墨爾本）
- 乐卓博商學院（墨爾本）
- 迪肯商學院（墨爾本）

## 中国大陆
- 长江商学院（北京）
- 中国人民大学商学院（北京）
- 北京大学光华管理学院（北京）
- 清华大学经济管理学院（北京）
- 北京师范大学经济与工商管理学院（北京）
- 大连理工大学工商管理学院（大连）
- 中欧国际工商学院（上海）
- 上海财经大学国际工商管理学院（上海）
- 复旦大学管理学院（上海）
- 同济大学经济与管理学院（上海）
- 上海交通大学安泰管理学院（上海）
- 南京大学商学院（南京）
- 东南大学经济管理学院（南京）
- 浙江大学管理学院（杭州）
- 南开大学国际商学院（天津）
- 西安交通大学管理学院（西安）
- 兰州大学管理学院（兰州）
- 重庆大学经济与工商管理学院（重庆）
- 西南财经大学工商管理学院（成都）
- 武汉大学经济与管理学院（武汉）
- 北京大学汇丰商学院（深圳）
- 中山大学管理学院（广州）

原中国四大商业专门学府
- 北京商学院（今北京工商大学－北京）
- 天津商学院（今天津商业大学－天津）
- 杭州商学院（今浙江工商大学－浙江）
- 兰州商学院（今兰州财经大学－甘肃）

## 香港
- 香港科技大学商学院
- 香港中文大学工商管理学院
- 香港城市大学商学院
- 香港浸會大學工商管理學院
- 香港理工大學工商管理學院
- 嶺南大學商學院
- 香港大學經管學院
- 香港都會大學李兆基商業管理學院
- 香港樹仁大學商學院
- 香港恒生大學商學院
- 聖方濟各大學廖湯慧靄商業及款待管理學院

## 澳門
- 澳門大學工商管理學院
- 澳門理工大學管理科學學院
- 澳門科技大學商學院
- 澳門城市大學商學院
- 聖若瑟大學商學及法律學院
- 澳門管理學院

## 臺灣
- 國立臺灣大學管理學院（臺北市）
- 國立臺灣科技大學管理學院（臺北市）
- 國立政治大學商學院（臺北市）
- 國立臺北大學商學院（新北市）
- 國立中央大學管理學院（桃園市）
- 國立陽明交通大學管理學院（新竹市）
- 國立清華大學科技管理學院（新竹市）
- 國立成功大學管理學院（臺南市）
- 國立中山大學管理學院（高雄市）
- 輔仁大學管理學院（新北市）

## 印度
- 印度管理学院（阿美达巴德）

## 日本
- 国际大学管理研究生院

## 菲律賓
- 亞洲管理研究所

## 新加坡
- 新加坡国立大学商学院
- 南洋理工大学南洋商学院
- 新加坡管理大学李光前商学院